# Cadini di Misurina
Els Cadini di Misurina formen l'extremitat meridional de les Dolomites de Sesto i estan situades a la província de Belluno a Itàlia. Compostes de molts pics rocosos i pinacles, dominen el llac de Misurina a l'est, els Tres Cims de Lavaredo al nord i la vall d'Ansiei al sud i a l'est. El cim més alt és la Cima Cadin di San Lucano (2.839 m).
Una via ferrada molt exposada, la Via ferrada Merlone, dona accés a la Cima Cadin Nord est. El sender Alberto Bonacossa passa a través dels Cadini i segueix antics camins de la Primera Guerra Mundial. El circuit d'alta muntanya, el Giro dei Cadini, permet fer la volta dels Cadini. A l'hivern, aquesta itinerari és considerat com molt exigent.
Un telecadira porta del llac de Misurina al refugi Col de Varda

## Refugis
- Refugi Fonda Savio (2.359 m, CAI)
- Refugi Città di Carpi (2.110 m, CAI)[2]
- Refugi Col de Varda (2.106 m, privat)[3]

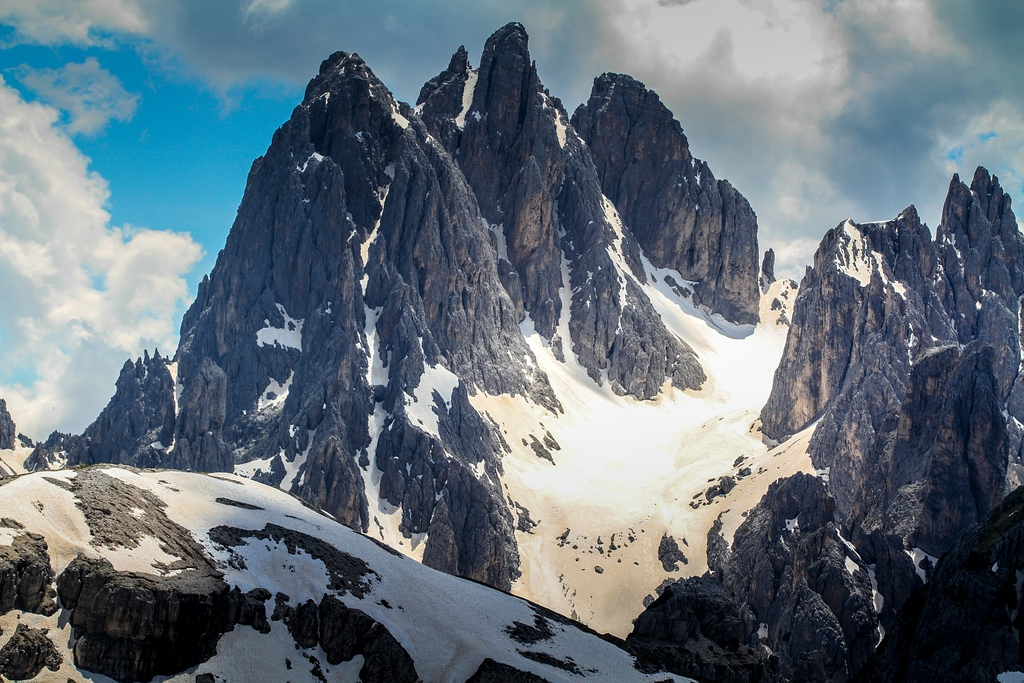
Cima Cadin Nord Est, Cima Cadin di San Lucano i Cima Eötvös
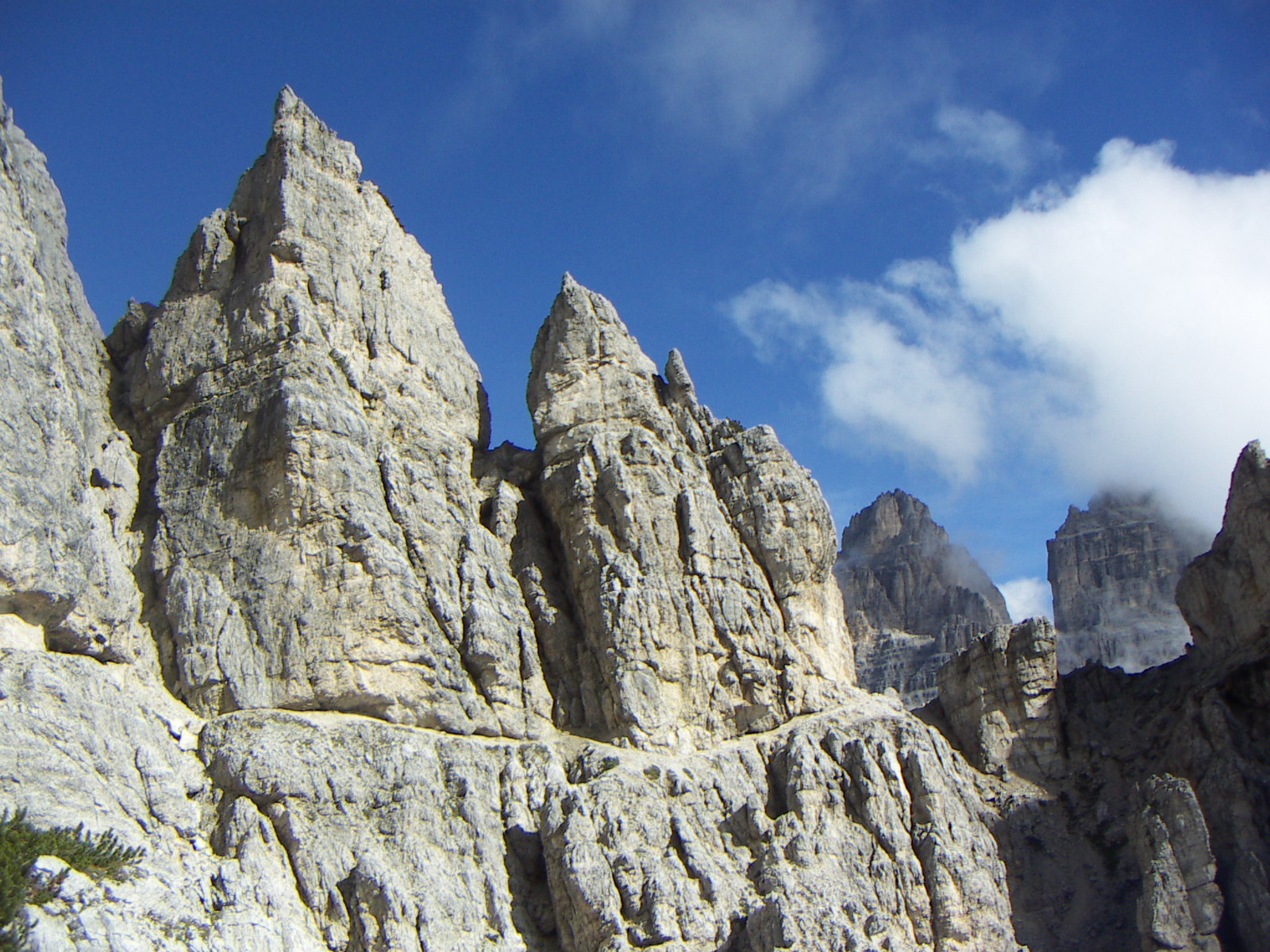
El sender Alberto Bonacossa
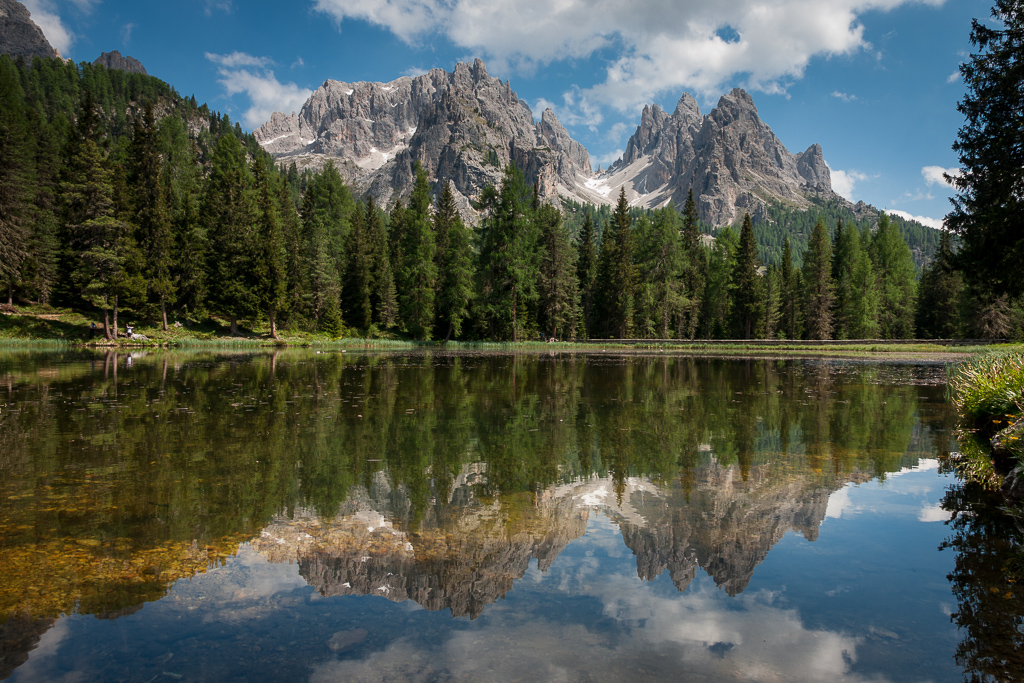
Els Cadini des del llac d'Antorno
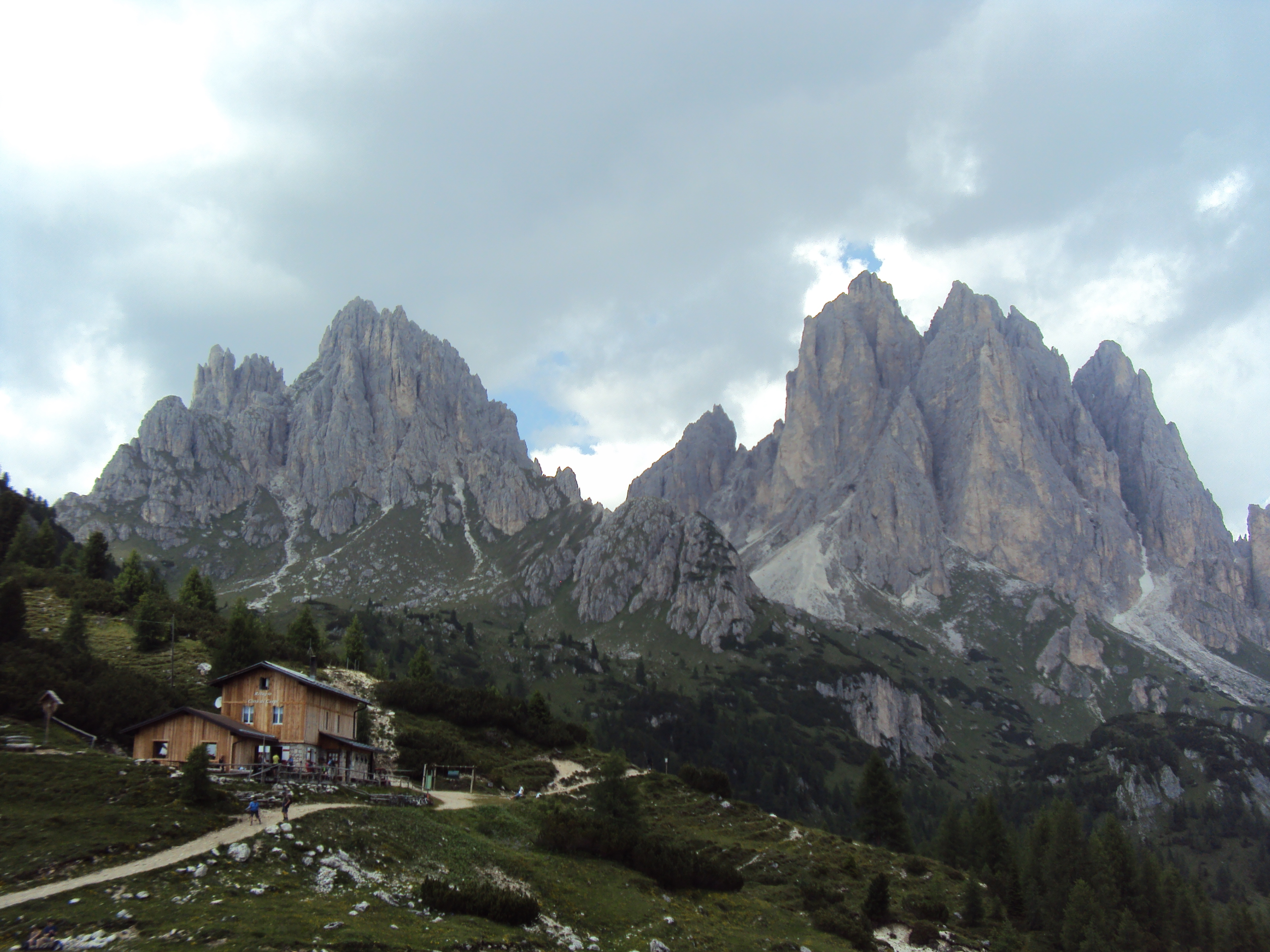
El refugi Citta di Carpi